# Córrego Volta Grande
Córrego Volta Grande är ett vattendrag i Brasilien.   Det ligger i delstaten Paraná, i den södra delen av landet, 1 000 km söder om huvudstaden Brasília.
I omgivningarna runt Córrego Volta Grande växer i huvudsak städsegrön lövskog. Runt Córrego Volta Grande är det mycket glesbefolkat, med 6 invånare per kvadratkilometer.